# Skien Lufthavn, Geiteryggen
Skien Lufthavn, Geiteryggen (IATA:SKE, ICAO:ENSN) er en privat ejet og drevet lufthavn i Skien, Norge. Lufthavnen ligger omkring 2,5 kilometer fra Skien centrum. Lufthavnen har daglige afgange til Bergen og Stavanger.

## Destinationer
|         | Flyselskab           | Destinationer     |
| ------- | -------------------- | ----------------- |
| Danmark | Danish Air Transport | Bergen, Stavanger |
| Norge   | Widerøe              | Bergen            |

59°11′06″N 9°34′01″Ø / 59.185°N 9.5669°Ø